# 奥拉达
奥拉达是葡萄牙埃武拉区的一个堂区。总面积50.83平方公里，2001年总人口878人，人口密度17.3人/平方公里。